# Feliniopsis dinawana
Feliniopsis dinawana là một loài bướm đêm trong họ Noctuidae.